# Любаня (Свентокшиське воєводство)
Любаня (пол. Lubania) — село в Польщі, у гміні Хмельник Келецького повіту Свентокшиського воєводства.
Населення — 256 осіб (2011).
У 1975-1998 роках село належало до Келецького воєводства.

## Демографія
Демографічна структура на день 31 березня 2011 року:
|          | Загалом | Допрацездатний вік | Працездатний вік | Постпрацездатний вік |
| -------- | ------- | ------------------ | ---------------- | -------------------- |
| Чоловіки | 127     | 29                 | 89               | 9                    |
| Жінки    | 129     | 36                 | 63               | 30                   |
| Разом    | 256     | 65                 | 152              | 39                   |